# Katharina von Zimmermann

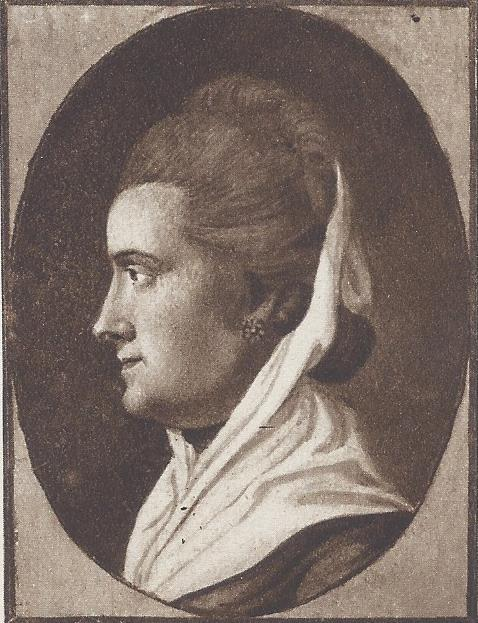
Heinrich Pfenninger: Katharina Zimmermann, 1775

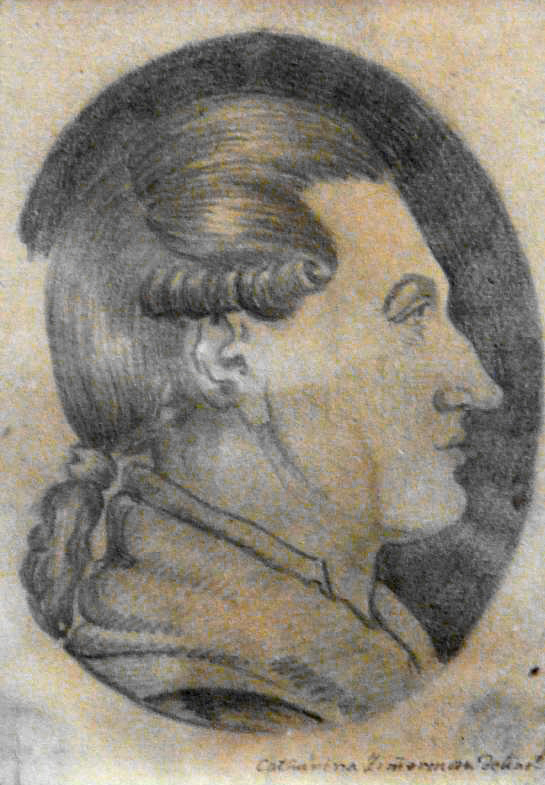
Katharina Zimmermann: Johann Wolfgang Goethe, Graphitzeichnung 1775

Katharina von Zimmermann (* 1756 in Brugg; † 10. September 1781 in Hannover) wurde durch Johann Wolfgang von Goethes Autobiographie Aus meinem Leben bekannt.

## Leben
Katharina Zimmermann war das zweite Kind des Arztes und Schriftstellers Johann Georg Zimmermann und der Susanna Katharina Steck. Nach dem frühen Tod der Mutter und dem Tod der Großmutter an Schwindsucht im März 1771 kam sie zunächst in Hannover bei einer Bekannten des Vaters, der Frau von Döring, und später bei Freunden des Vaters in Minden unter. Der Vater, der mittlerweile seinen Haushalt aufgegeben hatte, schickte sie im Mai 1773 von Minden nach Lausanne. Der Freund und Kollege des Vaters Simon-Auguste Tissot wurde gebeten alles zu tun, was zu einer vollkommenen Education gehöre, auch wenn es die im Jahr veranschlagten 400 Reichstaler übersteige. Katharina kam bei den im Haus von Tissot lebenden vier Schwestern Murizet unter, die bereits ein Mädchen aus Polen beherbergten.
Im März 1775 beabsichtigte Zimmermann, seine Tochter nach Bern bei der Familie Haller in Pension zu geben. Möglicherweise war ein Liebesverhältnis der Tochter der Grund dafür. Der Vater entschloss sich jedoch, im Mai die Tochter persönlich zurückzuholen. Auf der Rückreise nach Hannover, das sie am 5. Oktober erreichten, waren Zimmermann und seine Tochter vom 22. September bis zum 27. September Gast der Familie Goethe in Frankfurt. Johann Wolfgang Goethe war damals 26 Jahre alt; seine Verlobung mit Lili Schönemann stand unmittelbar vor der Auflösung. An Johann Caspar Lavater, über den er sich gleichzeitig beschwert, dass er seine Briefe weiterreiche, schrieb Goethe am 28. September Seine Tochter ist so in sich, nicht verriegelt nur zurückgetreten ist sie, und hat die Thüre leis angelehnt. Als Zimmermann sich am 27. September für ein paar Tage in der Wetterau umsah, während Katharina bei Goethes Mutter blieb, schaute Goethe etwas genauer hin: Schlank und wohlgewachsen, trat sie auf ohne Zierlichkeit, ihr regelmäßiges Gesicht wäre angenehm gewesen, wenn sich ein Zug von Teilnahme darin aufgetan hätte.
Goethe thematisierte den Besuch in seiner späteren Autobiographie Aus meinem Leben. Dichtung und Wahrheit. Katharina habe sich damals seiner Mutter („Frau Aja“) anvertraut und erklärt, nicht zu ihrem Vater ziehen zu wollen. Sie wolle lieber als Sklavin oder Magd im Hause Goethe leben, als der Härte und Tyrannei ihres Vaters ausgesetzt sein. Frau Aja habe daraufhin mit Goethe gesprochen und ihm eine Heirat mit Katharina vorgeschlagen. Eine Ehe mit edlem Zweck, wie sie in bürgerlichen Kreisen durchaus üblich war, schlug er mit den Worten aus: „Wenn es eine Waise wäre, […] so ließe sich darüber denken und unterhandeln, aber Gott bewahre mich vor einem Schwiegervater, der ein solcher Vater ist!“ Diese Version wird von Goethes Biographen Karl Goedeke unter Hinweis auf die Haltung Zimmermanns zu seiner „zärtlich geliebten Tochter“ bezweifelt. Als Argument führt Goedeke vielmehr das seiner Ansicht noch bestehende Liebesverhältnis Katharinas in Lausanne an. Der verzweifelte Liebhaber beging erst im Folgejahr Suizid.
In Hannover lehnte Katharina im Dezember 1775 den vom Vater unterstützten Heiratsantrag eines sehr gut situierten jungen Höflings ab, da sie ihn als petit-maître (etwa: eitler Geck) einschätzte. Erneut im Haus der Frau von Döring in Hannover aufgenommen, erlitt sie am 31. Dezember 1780 einen Blutsturz als Erstmanifestation einer Lungentuberkulose. Am 10. September 1781 verstarb sie in Anwesenheit des Vaters. Johann Georg Zimmermann war bei der Autopsie anwesend, bei der er die sicheren Zeichen einer zum Tode führenden Lungentuberkulose feststellte.

## Katharina von Zimmermann als Urbild der Mignon
Alfons Matthes glaubte, 1900 in Katharina von Zimmermann das Urbild der Mignon gefunden zu haben. Diese Ansicht setzte sich nicht durch.

## Nachlass
Aus der Hand Katharina von Zimmermanns hat sich eine Profilzeichnung Goethes mit der Provenienz des Schaffhauser Kaplans Veith (1835) erhalten, die 1917 und 2010 im Kunsthandel auftauchte.